# Colitx

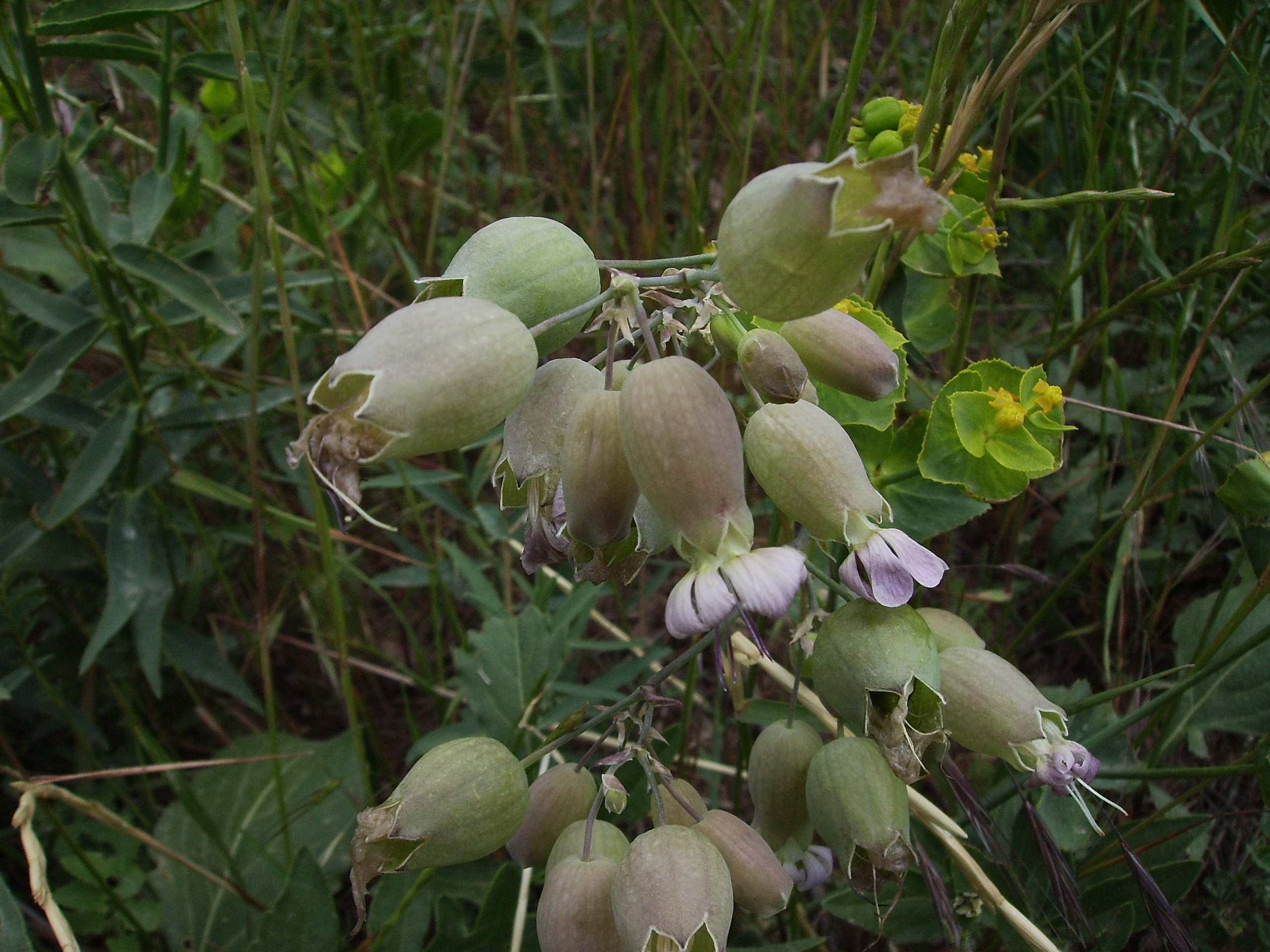
Colitxos silvestres fructificant a la serra de Castelltallat

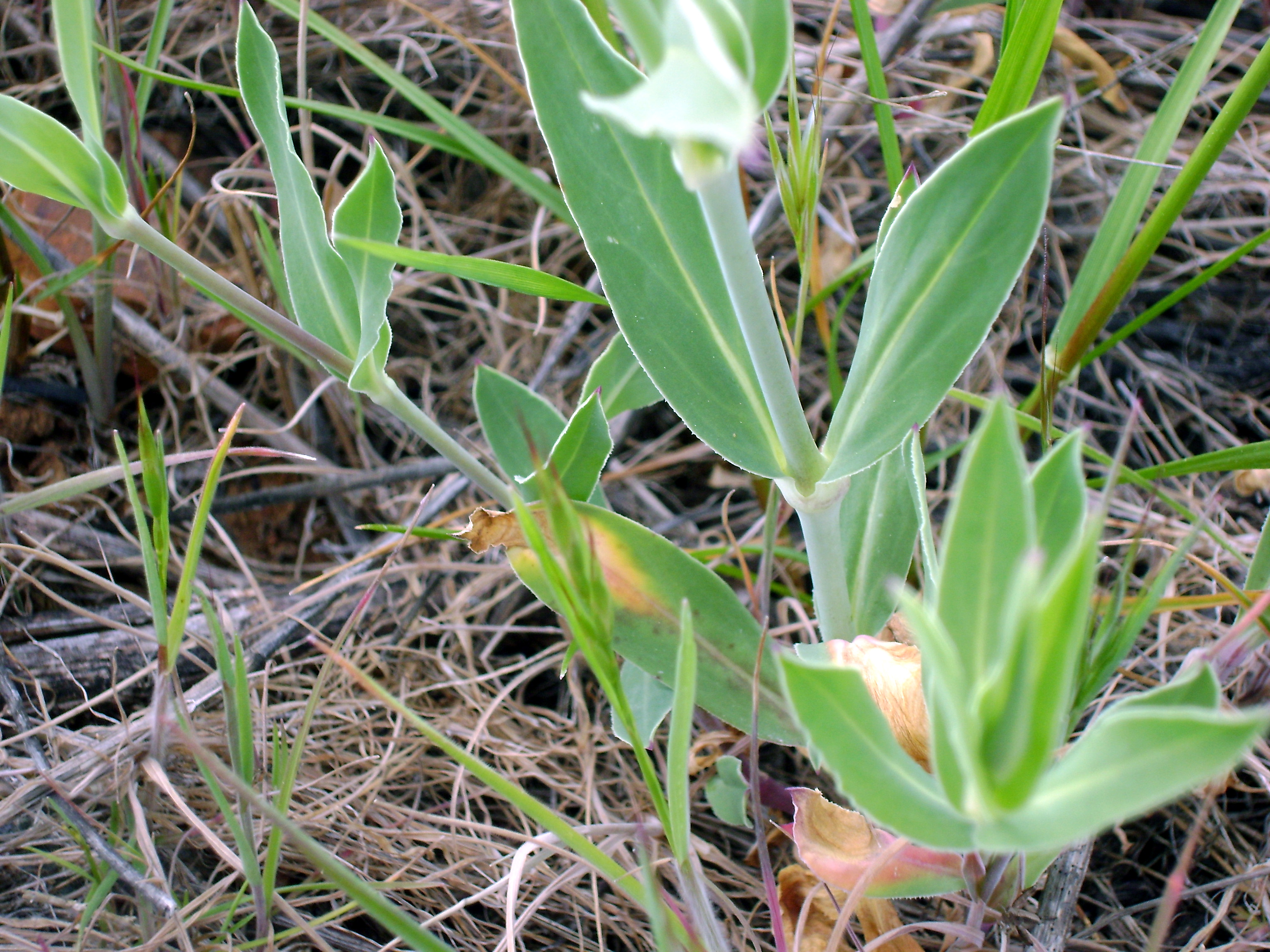
Fulles de colitxos.

El colitx (Silene vulgaris) és una espècie de planta de la família de les Cariofil·làcies.

## Distribució i hàbitat
Aquesta planta és originària de les zones temperades d'Euràsia i de l'Àfrica del Nord. S'ha estès a l'Amèrica del Nord i Austràlia. Els colitxos creixen als herbassars, les vores dels camins i als camps de conreus, des de les terres baixes fins a l'alta muntanya. Als camps conreats es consideren sovint una mala herba.

## Morfologia

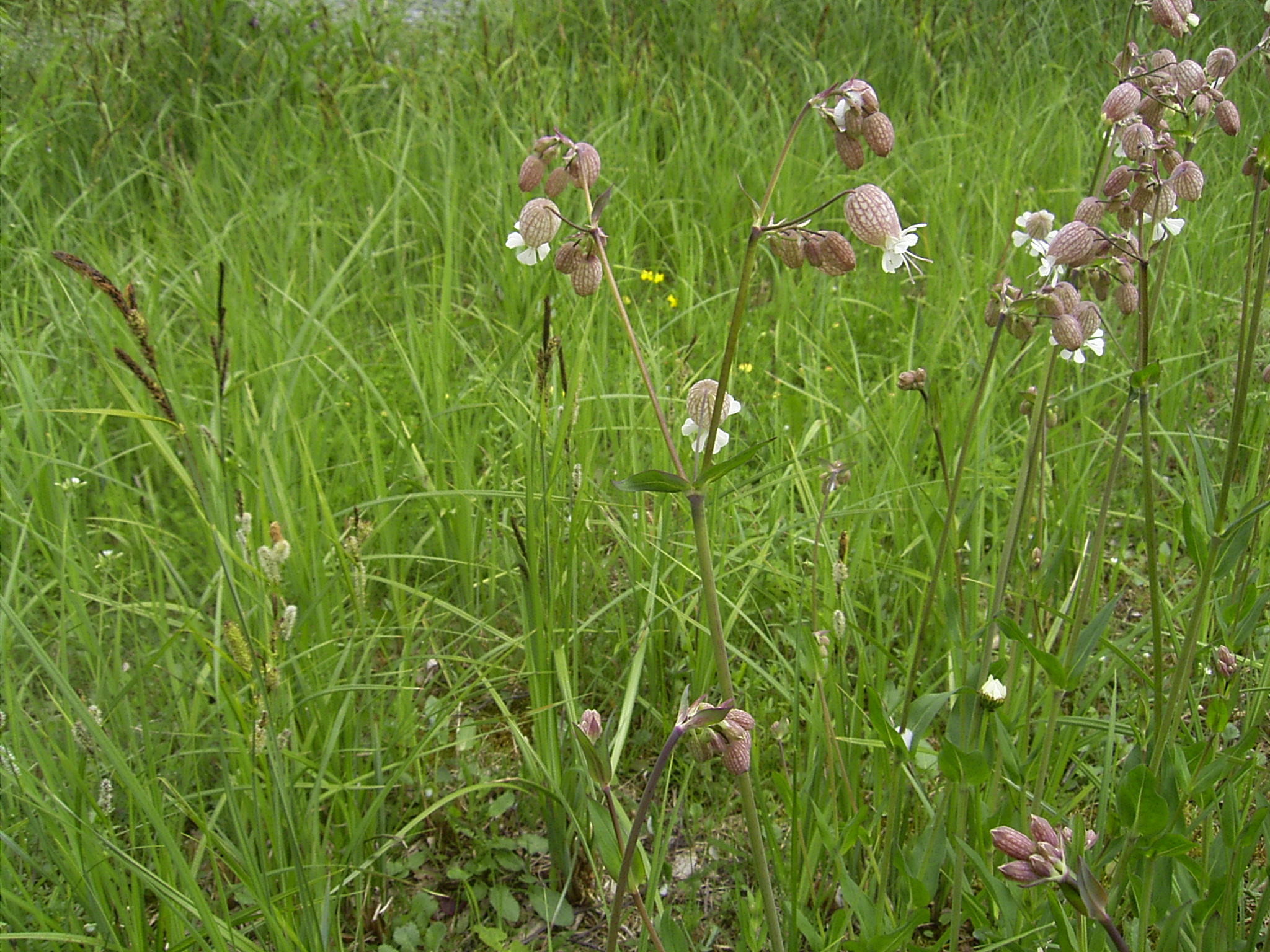
Mata de colitxos a un prat.

És una planta herbàcia, perenne, de tiges generalment sense pèls, ramificada, de 20 a 60 cm d'alçària. Té les fulles oposades, ovades o lanceolades, agudes i senceres. Les flors, d'1,5 a 2,5 cm d'amplada, són molt característiques pel seu calze inflat, que protegeix la corol·la formada per 5 pètals blancs profundament dividits en dos lòbuls. La floració s'esdevé entre març i octubre. El fruit és una càpsula petitona amb moltes llavors.
Silene, el nom llatí del gènere, prové de la paraula "Silè", personatge de la mitologia grega que es representa sempre amb el ventre gros i fa referència al calze inflat de les flors.

## Gastronomia

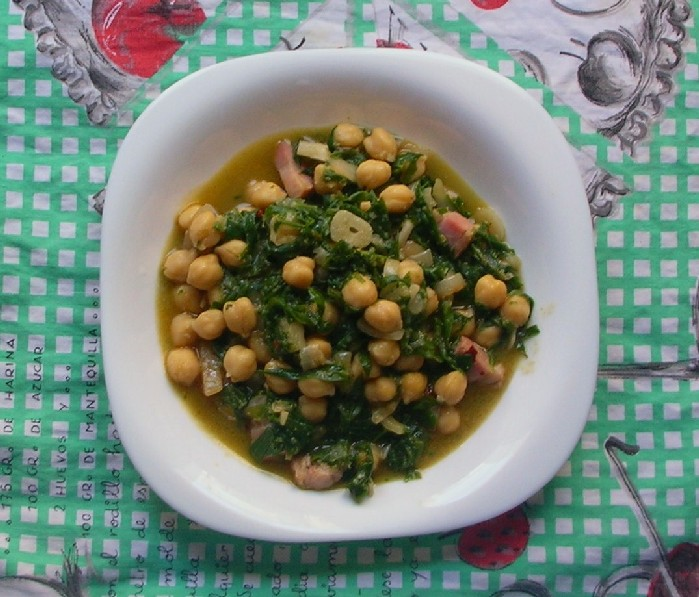
Potatge de cigrons i colitxos

Les fulles de colitxos tenen diversos usos gastronòmics. De sabor molt agradable i especial, són molt bones tant menjades crues en amanides, com saltades amb all o cuites en truita. Altres plats són l'arròs amb colitxos i el potatge de cigrons amb colitxos.
Antigament a la Manxa, quan els faltava la carn, preparaven un plat amb un guisat de colitxos i tortes de gaspatxo anomenat gazpacho viudo (gaspatxo vidu). Si hom vol preparar actualment aquest plat en lloc de colitxos, s'hi poden posar bledes.
L'època de recol·lecció és vers el principi de la primavera, abans que la planta floreixi. Si la planta està florida, les fulles es consideren dures per menjar en amanida, però encara es consideren bones per coure.

## Noms comuns
En català aquesta planta es coneix amb una multitud de noms populars: 
- Colitxos i derivats: Colitx, colitxos, colís, colissos.
- Els noms derivats de "conill": Coniell, coniells, conillera, conillets, conillets de bancal, conillets de marge, conillets de pastor, conillets dels petets, conillets sense ulls.
- Noms que tenen a veure amb la flatulència: botets, herba dels pets, esclafidors, escruixidors, herba petosa, espetegueres, patacs, pets, petadors, petapetons, petets, pets de llop, trons, tro, xiulets, xiulets de lladre, cruixideres, conillets dels petets.
- Altres noms: Alegret, banya de cabra, botets, campanetes, cascavells, verdura, curibells.[4]